# Mekel-groep

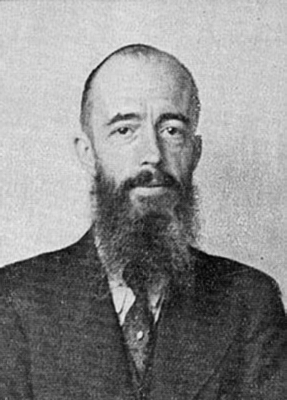
Jan Mekel

De Mekel-groep was een verzetsgroep tijdens de Tweede Wereldoorlog die onder leiding stond van de Delftse professor Jan Mekel.

## Geschiedenis
Mekel was in contact gekomen met enkele Nederlandse officieren die lid waren van de Ordedienst. Deze waren in het bezit van een aktetas met geheime Duitse documenten. De inspecteur voor de scheepvaart en voormalig onderzeebootcommandant Goos Mante had deze tas in de zomer van 1940 gevonden of gestolen toen hij een hoge Duitse officier moest begeleiden. De papieren bevatten uitgewerkte plannen voor een invasie van Engeland. Mekel zou helpen de belangrijke gegevens naar Engeland te versturen, of ze daar ooit aangekomen zijn is niet bekend. De Mekel-groep werd op 4 juli 1941 verraden door een van hen, de negentienjarige Hugo de Man. De Man was voor diefstal van vet gearresteerd, waarna er in zijn woning een wapen en een vals persoonsbewijs werden gevonden, waardoor de Duitsers wisten dat hij in het verzet zat. Tijdens een van de verhoren sloeg hij door en vertelde wie nog meer lid waren van de Mekel-groep en vertelde alles wat hij wist over de papieren aan de Duitsers.
Bijna de gehele Mekel-groep werd in juli 1941 gearresteerd. In augustus 1941 volgden de officieren die met Mekel in contact waren geweest. De arrestanten waren onder meer:
| Datum arrestatie | Arrestant                                | Verzetsgroep | Oorlog overleefd?                                               |
| ---------------- | ---------------------------------------- | ------------ | --------------------------------------------------------------- |
| 3 juli 1941      | Abraham Isidore Cohen, alias dr Van Laar | Mekel        | Nee, 3 mei 1942 geëxecuteerd in Sachsenhausen.                  |
| 4 juli 1941      | Jan Mekel                                | Mekel        | Nee, 3 mei 1942 geëxecuteerd in Sachsenhausen.                  |
| 11 juli 1941     | Jacob Gerardus Hogetoorn                 | Mekel        | Nee, 3 mei 1942 geëxecuteerd in Sachsenhausen.                  |
| 11 juli 1941     | Emile Louis Katan                        | Mekel        | Nee, 3 mei 1942 geëxecuteerd in Sachsenhausen.                  |
| 11 juli 1941     | Jacobus Cornelis Antonius Metzer         | Mekel        | Nee, 3 mei 1942 geëxecuteerd in Sachsenhausen.                  |
| 16 juli 1941     | Pieter ('Piet') Pronk                    | Mekel        | Ja                                                              |
| 23 juli 1941     | Mr. Ernest August Kan                    | Mekel        | Nee, 3 mei 1942 geëxecuteerd in Sachsenhausen.                  |
| 27 juli 1941     | Sietze Jan van der Velde                 | Mekel        | Nee, 3 mei 1942 geëxecuteerd in Sachsenhausen.                  |
| 27 juli 1941     | Hendrik Johan ('Henny') van Zadelhoff    | Mekel        | Nee, 3 mei 1942 geëxecuteerd in Sachsenhausen.                  |
| 7 augustus 1941  | Goris ('Goos') Mante                     | Ordedienst   | Nee, 25 sept. 1942 geëxecuteerd in Overveen                     |
| 7 augustus 1941  | Josephus Dionisus Gerardus Thijssen      | Ordedienst   | Nee, 25 sept. 1942 geëxecuteerd in Overveen                     |
| 8 augustus 1941  | Isaac Helenus ('Ies') Bolman             | Ordedienst   | Nee, 23 aug. 1943 overleden in krijgsgevangenschap in Duitsland |
| 15 augustus 1941 | Rudolf Abraham ('Rud') Hueting           | Ordedienst   | Nee, 25 sept. 1942 geëxecuteerd in Overveen                     |
| 13 november 1941 | Antonius Johannes Wagner                 | Ordedienst   | Nee, 25 sept. 1942 geëxecuteerd in Overveen                     |
| 4 juli 1941      | Peter Cornelis ('Pier') Groenewege       | Ordedienst   | Nee, 25 sept. 1942 geëxecuteerd in Overveen                     |
| 7 november 1941  | Ir. Boelo Koens                          | Mekel        | Nee, 3 mei 1942 geëxecuteerd in Sachsenhausen.                  |

Tot de groep behoorden verder:
- Hugo de Man (verrader), geëxecuteerd
- Leen Janse
- Frans van Hasselt